# Theodor von Heppe
Theodor Alexander von Heppe (* 2. Dezember 1870 in Marienwerder, Westpreußen; † 2. August 1954 in Potsdam) war ein preußischer Offizier, Landrat und Regierungspräsident. Ab 1923 war er Chef der Krongutsverwaltung in Berlin und ab 1930 Vizepräsident des preußischen Oberrechnungskammer.

## Leben

### Herkunft
Von Heppe entstammte einem hessischen Adelsgeschlecht und war der Sohn von Adolf von Heppe (1836–1899), später preußischer Regierungspräsident von Trier und Wirklicher Geheimer Oberregierungsrat, und Wilhelmine Butterweck (1840–1930).

### Werdegang
Nach seinem Studium der Rechtswissenschaften an den Universitäten Lausanne, Leipzig, Berlin und Marburg absolvierte v. Heppe 1892 sein Referendarexamen. Ab 1892 leistete Wehrdienst und wurde 1895 zum Leutnant der Reserve im 2. Rheinisches Husaren-Regiment Nr. 9 in Trier ernannt. Inzwischen war sein Vater Regierungspräsident des Regierungsbezirks Trier geworden. Ab 1897 schlug er als Regierungsassessor die Beamtenlaufbahn ein und wurde zunächst beim Landratsamt des Landkreises Trier in der preußischen Rheinprovinz und 1899 bis 1902 als landrätlicher Hilfsarbeiter des Kreises Süder-Dithmarschen auf der Insel Helgoland in der damaligen preußischen Provinz Schleswig-Holstein eingesetzt.
In den Jahren 1901 und 1902 unternahm er Studienreisen nach Indien, Ceylon (dem heutigen Sri Lanka) und Ägypten. Wieder zurückgekehrt setzte er seine Beamtenausbildung fort und wurde 1902 zum Regierungsrat beim Oberpräsidium in Breslau (Niederschlesien) befördert. 1903 wurde er zum Landrat des Landkreises Fraustadt in der Provinz Posen ernannt. Dieses Amt übte er 11 Jahre lang bis 1914 aus. Im selben Jahr wurde v. Heppe zum Oberregierungsrat befördert und wurde als Vertreter des Präsidenten der königlich preußischen Ansiedlungskommission in Posen eingestellt.
Bei Ausbruch des Ersten Weltkriegs wurde er ab August 1914 als Rittmeister der Landwehr und Adjutant des Kommandeurs des Etappen-Munitionswesens der 8. Armee und später der 9. Armee eingesetzt. Ab 1917 war er Chef der Militärverwaltung Białystok-Grodno und ab 1918 Chef der Militärverwaltung von Litauen in der Stadt Wilna (Vilnius). Kurz zuvor hatte die Taryba im Dezember 1917 die Loslösung von Russland und Wiederherstellung des „unabhängigen“ Staates Litauen mit der Hauptstadt Vilnius und mit Bindung an das Deutsche Reich erklärt. Da Deutschland die Anerkennung hinauszögerte, kam es 1918 erneut zur Ausrufung der unabhängigen Republik Litauen, die nach Kämpfen gegen Rote Armee und polnische Truppen auch durchgesetzt werden konnte.
Nach Ende des Krieges wurde v. Heppe 1918 zum Regierungspräsidenten von Ostfriesland ernannt, welches zur preußischen Provinz Hannover gehörte. Bereits 4 Jahre später wurde er 1922 jedoch aus politischen Gründen einstweilen in den Ruhestand versetzt. Allerdings wurde er schon im darauf folgenden Jahr 1923 zum Chef der Krongutsverwaltung in Berlin ernannt und bezog die Wohnung des ehemaligen Hofgartendirektors im Park des Schlosses Sanssouci in Potsdam. 1924 wurde er zum Direktor und 1930 zum Vizepräsidenten der preußischen Oberrechnungskammer in Potsdam erhoben, welche zugleich als Rechnungshof der Weimarer Republik fungierte. 1935 trat v. Heppe in den Ruhestand.
Während seiner Studienzeit in Lausanne wurde Heppe 1888 Mitglied der Société d’Étudiants Germania Lausanne, bei der er ab 1927 Vorsitzender des Ehrenrates des Altherrenvereins gewesen ist. Außerdem war Heppe Rechtsritter des Johanniterordens.

### Familie
Am 2. Januar 1904 heiratete er in Berlin seine Ehefrau Wilhelmine Koenigs (* 16. Mai 1881 in Düsseldorf; † 2. August 1947 in Hamburg), die Tochter des königlich-preußischen Geheimen Regierungsrats Gustav Koenigs und der Alwine Bosier.

## Orden und Ehrenzeichen
- Preußischer Roter Adlerorden 4. Klasse
- Großkreuz des Hausordens Albrechts des Bären
- Eisernes Kreuz 2. und 1. Klasse
- Lübeckisches Hanseatenkreuz
- Sachsen-Meinigische Ehrenmedaille für Verdienst im Krieg